# Итальянская ассоциация филателистической прессы
Итальянская ассоциация филателистической прессы (итал. Unione Stampa Filatelica Italiana, или сокращённо USFI) — объединение итальянских журналистов, писателей и специалистов других издательских профессий, посвятивших свою деятельность филателии. Первое общее собрание Итальянской ассоциации филателистической прессы состоялось 8 мая 1966 года в Риме.

## Руководство
Первым президентом организации с 1966 по 2001 год был Фулвио Аполлонио (Fulvio Apollonio). Затем Ассоциацию возглавляли президент Данило Богони (Danilo Bogoni) и вице-президент Клаудио Баккарин (Claudio Baccarin). По состоянию на 2017 год, её возглавляют президент Фабио Боначина (Fabio Bonacina) и вице-президент Домитилла Д’Анджело (Domitilla D’Angelo).

## Отображение в филателии
Итальянской ассоциации филателистической прессы посвящены филателистические материалы итальяноязычных государств. Например, 29 мая 1971 года выходила серия из трёх марок Сан-Марино по случаю очередного съезда Ассоциации.
В 2006 году в связи с 40-летием Ассоциации Италия, Сан-Марино и Мальтийский орден выпустили памятные марки, а Ватикан — аэрограмму.
Кроме того, в честь съездов Ассоциации итальянской почтой производились специальные гашения.